# Olguiz Rodríguez
Olguiz Rodríguez Cardosas (19 giugno 1918 – 1991) è stato un allenatore di pallacanestro uruguaiano.

## Carriera
Ha allenato l'Uruguay alle Olimpiadi 1952, ai Mondiali 1959 e ai Giochi panamericani 1963.
Nel 1964 ha vinto il Campionato Federale alla guida del Club Atlético Tabaré di Montevideo.